# Portugal aux Jeux olympiques
Le Portugal a participé à toutes les éditions des Jeux olympiques d'été depuis 1912 mais n'a participé que six fois aux Jeux olympiques d'hiver depuis 1952.
Les athlètes portugais ont remporté 32 médailles aux Jeux olympiques d'été et aucune aux Jeux olympiques d'hiver. Ils ont remporté la plupart de leurs médailles en athlétisme, en voile, en judo, en cyclisme et en équitation.

## Tableau des médailles

### Par année et par sports
| Année | Médaille d'or, Jeux olympiques | Médaille d'argent, Jeux olympiques | Médaille de bronze, Jeux olympiques | Total |
| 1912  | 0                              | 0                                  | 0                                   | 0     |
| 1920  | 0                              | 0                                  | 0                                   | 0     |
| 1924  | 0                              | 0                                  | 1                                   | 1     |
| 1928  | 0                              | 0                                  | 1                                   | 1     |
| 1932  | 0                              | 0                                  | 0                                   | 0     |
| 1936  | 0                              | 0                                  | 1                                   | 1     |
| 1948  | 0                              | 1                                  | 1                                   | 2     |
| 1952  | 0                              | 0                                  | 1                                   | 1     |
| 1956  | 0                              | 0                                  | 0                                   | 0     |
| 1960  | 0                              | 1                                  | 0                                   | 1     |
| 1964  | 0                              | 0                                  | 0                                   | 0     |
| 1968  | 0                              | 0                                  | 0                                   | 0     |
| 1972  | 0                              | 0                                  | 0                                   | 0     |
| 1976  | 0                              | 2                                  | 0                                   | 2     |
| 1980  | 0                              | 0                                  | 0                                   | 0     |
| 1984  | 1                              | 0                                  | 2                                   | 3     |
| 1988  | 1                              | 0                                  | 0                                   | 1     |
| 1992  | 0                              | 0                                  | 0                                   | 0     |
| 1996  | 1                              | 0                                  | 1                                   | 2     |
| 2000  | 0                              | 0                                  | 2                                   | 2     |
| 2004  | 0                              | 2                                  | 1                                   | 3     |
| 2008  | 1                              | 1                                  | 0                                   | 2     |
| 2012  | 0                              | 1                                  | 0                                   | 1     |
| 2016  | 0                              | 0                                  | 1                                   | 1     |
| 2020  | 1                              | 1                                  | 2                                   | 4     |
| 2024  | 1                              | 2                                  | 1                                   | 4     |
| Total | 6                              | 11                                 | 15                                  | 32    |

| Place | Sport       | Médaille d'or, Jeux olympiques | Médaille d'argent, Jeux olympiques | Médaille de bronze, Jeux olympiques | Total |
| 1     | Athlétisme  | 5                              | 4                                  | 4                                   | 13    |
| 2     | Voile       | 0                              | 2                                  | 2                                   | 4     |
| 3     | Cyclisme    | 1                              | 2                                  | 0                                   | 3     |
| 4     | Canoë-kayak | 0                              | 1                                  | 1                                   | 2     |
| 5     | Tir         | 0                              | 1                                  | 0                                   | 1     |
| 6     | Triathlon   | 0                              | 1                                  | 0                                   | 1     |
| 7     | Équitation  | 0                              | 0                                  | 3                                   | 3     |
| 8     | Judo        | 0                              | 0                                  | 4                                   | 4     |
| 9     | Escrime     | 0                              | 0                                  | 1                                   | 1     |
| Total | Total       | 6                              | 11                                 | 15                                  | 32    |

## Athlètes portugais médaillés olympiques

### Médailles d'or
| Jeux               | Sport      | Discipline                | Sportifs                  | Performance     |
| Médailles d'or : 6 |            |                           |                           |                 |
| Los Angeles 1984   | Athlétisme | Marathon (H)              | Carlos Lopes              | 2 h 09:21       |
| Séoul 1988         | Athlétisme | Marathon (F)              | Rosa Mota                 | 2 h 25 min 40 s |
| Atlanta 1996       | Athlétisme | 10 000 m (F)              | Fernanda Ribeiro          | 31 min 01 s 63  |
| Pékin 2008         | Athlétisme | Triple-saut (H)           | Nelson Evora              | 17,67 m         |
| Tokyo 2020         | Athlétisme | Triple-saut (H)           | Pedro Pichardo            | 17,98 m         |
| Paris 2024         | Cyclisme   | Course à l'américaine (H) | Iúri Leitão, Rui Oliveira |                 |

### Médailles d'argent
| Jeux                   | Sport       | Discipline          | Sportifs                       | Performance            |
| Médailles d'argent : 9 |             |                     |                                |                        |
| Londres 1948           | Voile       | Swallow             | Duarte Bello Fernando Bello    |                        |
| Rome 1960              | Voile       | Star                | Mário Quina José Quina         |                        |
| Montréal 1976          | Athlétisme  | 10 000 m (H)        | Carlos Lopes                   | 27 min 45 s 17         |
| Montréal 1976          | Tir         | Fosse olympique     | Armando Marques                | 189 pts                |
| Athènes 2004           | Athlétisme  | 100 m (H)           | Francis Obikwelu               | 9.86 (Record d'Europe) |
| Athènes 2004           | Cyclisme    | Course en ligne (H) | Sérgio Paulinho                |                        |
| Pékin 2008             | Triathlon   | Triathlon (F)       | Vanessa Fernandes              | 1 h 59 min 34 s 63     |
| Londres 2012           | Canoë-kayak | K2 1 000 m (H)      | Emanuel Silva Fernando Pimenta | 3 min 09 s 699         |
| Tokyo 2020             | Athlétisme  | Triple-saut (F)     | Patricia Mamona                | 15,01 m                |

### Médailles de bronze
| Jeux                     | Sport       | Discipline                      | Sportifs                                                                                              | Performance     |
| Médailles de bronze : 14 |             |                                 | |                 |
| Paris 1924               | Équitation  | Saut d'obstacles par équipe (H) | António Borges Hélder de Souza José Mouzinho                                                          |                 |
| Amsterdam 1928           | Escrime     | Épée par équipe (H)             | Frederico Paredes Henrique da Silveira João Sassetti Jorge de Paiva Mário de Noronha Paulo d'Eça Leal |                 |
| Berlin 1936              | Équitation  | Saut d'obstacles par équipe (H) | Domingos de Sousa José Beltrão Luis Mena e Silva                                                      |                 |
| Londres 1948             | Équitation  | Dressage par équipe (H)         | Fernando Paes Francisco Valadas Luis Mena e Silva                                                     |                 |
| Helsinki 1952            | Voile       | Star                            | Joaquim Fiúza Francisco de Andrade                                                                    |                 |
| Los Angeles 1984         | Athlétisme  | 5000 m                          | António Leitão                                                                                        | 13 min 09 s 20  |
| Los Angeles 1984         | Athlétisme  | Marathon (F)                    | Rosa Mota                                                                                             | 2 h 26 min 57 s |
| Atlanta 1996             | Voile       | 470                             | Victor Rocha Nuno Barreto                                                                             | 62 pts          |
| Sydney 2000              | Athlétisme  | 10 000 m (F)                    | Fernanda Ribeiro                                                                                      | 30 min 22 s 88  |
| Sydney 2000              | Judo        | Moins de 81 kg (H)              | Nuno Delgado                                                                                          |                 |
| Athènes 2004             | Athlétisme  | 1 500 m (H)                     | Rui Silva                                                                                             | 3 min 34 s 68   |
| Rio 2016                 | Judo        | Moins de 57 kg (F)              | Telma Monteiro                                                                                        | 1s3 - 0s2       |
| Tokyo 2020               | Canoë-kayak | K1 1 000 m (H)                  | Fernando Pimenta                                                                                      |                 |
| Tokyo 2020               | Judo        | Moins de 100 kg (H)             | Jorge Fonseca                                                                                         |                 |

#### Sportifs les plus médaillés
Avec deux médailles chacun, les athlètes Luís Mena e Silva (pt), Carlos Lopes, Rosa Mota, Pedro Pichardo, Iúri Leitão et Fernanda Ribeiro sont les sportifs portugais les plus médaillés.

## Sources
1. ↑  « Pedro Pichardo sacré champion olympique du triple saut aux JO de Tokyo », sur L'Équipe (consulté le 11 mai 2023)

- (en) Cet article est partiellement ou en totalité issu de l’article de Wikipédia en anglais intitulé « Portugal at the Olympics » (voir la liste des auteurs).